# La visita en el tiempo
La visita en el tiempo es una novela histórica del escritor y político venezolano Arturo Uslar Pietri. Fue publicada en 1990 y ganadora del importante Premio Rómulo Gallegos en 1991.

## Sinopsis
La novela trata sobre la vida tormentosa y fulgurante de Don Juan de Austria, imagen misma del héroe juvenil y prodigioso que en una empresa casi sobrenatural derrota el invencible poderío turco en la milagrosa batalla naval de Lepanto.